# 언약신학
언약신학(言約神學, 독일어: Bundestheologie,  영어: covenant theology, covenantalism) 또는 계약신학(契約神學, 독일어: Föderaltheologie, 영어: federal theology, federalism)은 성경을 해석하는 하나의 신학체계로서, 언약의 유일성과 다양성, 언약의 일방성과 상호성, 하나님과 사람 사이의 언약 또는 내재적 삼위일체 안에서의 언약, 언약과 역사의 관계라는 다양한 신학적 담론이 형성되어 있다. 언약신학은 주로 기독교 개혁주의 신학자들에 의해 체계화되었다.

## 개요
성경에서 사용되는 언약 개념은 히브리어 berît (בְּרִית), 그리스어 diathēkē (διαθήκη) 또는 suntheke (συνθήκη), 라틴어 pactum, foedus 또는testamentum으로 각각 표현되며, 종교개혁자 마르틴 루터(Martin Luther)에 의해 독일어 Bund로 번역되었다. 영어로는 covenant 한국어로는 언약 또는 계약으로 사용된다. 히브리어, 헬라어, 라틴어 각 용어들은 교집합 부분이 존재하기는 하지만, 의도에 따라서 교환하여 사용할 수 없기도 하다. 큰 틀에서만 보자면, 일반적인 의미에서의 언약(Bund)은 당사자 간의 동등성, 상호적인 의무, 그리고 언약 파기 시 감수해야 하는 제재 조항으로 구성된다. 그러나 성경적 의미에서의 언약은 그리스도론적 관점에서 이해되는 개념이다. 인간의 불완전성으로 인해 언약은 지속될 수 없으며 반복적으로 파기된다. 이에 따라 언약을 유지하고자 하는 하나님의 편에서는 언약의 반복적인 갱신이 요구되며, 이 딜레마는 그리스도를 통해 해결된다. 히브리서(Hebräerbrief)는 그리스도의 단한번 희생을 통해 성취된 언약은 testamentum (유언적 언약)으로서 영원히 비준된 것으로 규정한다. 
그리스도에 의한 언약 성취를 기준으로 한, 전후의 이중적 구분에 대한 논쟁이 전개되면서, "언약" 개념은 16세기 종교개혁가들에 의해 점차 "언약신학"으로 신학화, 주제화된다. 츠빙글리(U. Zwingli)와 불링거(H. Bullinger)는 구약을 신약으로부터 차별적으로 날카롭게 구분하는 재세례파와의 논쟁 속에서 언약의 유일성을 강조하였으며, 그들의 논쟁을 이어받은 칼뱅(J. Calvin)은 마틴 부처(M. Bucer)로부터 영향을 받아 경륜적이고 역사적인 관점에서 언약의 다양성을 기술한다. 그러나 그는 이러한 다양성에 대한 기술이 언약의 본질적 유일성을 훼손해서는 안 된다고 보았으며, 본질적으로 언약은 하나임을 명확히 한다. 칼뱅은 구약과 신약(vetus & novum testamentum)의 관계를 자신의 "기독교강요"에서 고찰했지만, 실제로 후대에 발전된 "이중언약"(행위언약 foedus operum, 은혜언약 foedus gratiae)을 개념화하거나 직접적으로 사용하지는 않았다. 후대 종교개혁자들의 제자들에게 있어서 언약신학은 다변화하는 인간의 역사 안에서 하나님의 구원에 대한 경륜을 일관적 논리적으로 설명하는 것과 변치않는 예정과 인간을 구원하시고자 하는 신적 의지를 설명하는 것에 유용했었다. 따라서 다양한 신학의 주제들을(loci) 언약개념 아래 구성된 구속사적 카테고리 안에 나열, 기술하기 시작했고, 언약신학은 신학서술에 있어서 하나의 구조와 체계를 제공해주는 틀이 되었다. 그 틀중 하나가 바로 "이중언약"이라 할 수 있다. 이중언약에 대한 다양한 설명이 존재하지만 그 둘의 관계에 대해서 “언약은 본질에 있어 하나이고, 외적 형식에 있어 둘이다”라는 것이 종교개혁 진영 내에서 일반적인 합의로 자리잡고 있다. 특별히 17세기 후반에 언약신학은 코케이유스(J. Coccejus)에 의해서 "행위언약의 다섯단계의 폐기에 의한 은혜언약의 완성"이라는 구조로 발전되었고, Föderaltheologie(푀더럴테올로기)라는 말이 코케이유스 이후로 발전된 언약신학을 가르키는 대명사로 사용될 만큼 특징적으로 발전하게 된다. 바르트(K. Barth)가 코케이유스에 대해 다양한 비판을 하기는 하지만, 한편으로 언약을 구속사적으로 풀어내면서 딱딱한 신학적 주제들을(loci) 역사 안에 녹여내였다고 긍정하기도 하였다. 에버하르트 부쉬(E. Busch)는 코케이유스 이후로 발전된 Föderaltheologie를 오해 없이 이해하기 위해서 "경륜(dispensatio, οἰκονομία)"이라는 개념 아래에 이해할 것을 제안했다. 이중언약을 강조하던 코케이유스 역시 개혁파로 분류되지만, 언약의 유일성을 강조하던 동시대 개혁파 정통주의자 보에티우스(Gisbertus Voetius)와 벌인 안식일 논쟁은 네덜란드 기독교 사회에 상당한 파장을 일으켰다. 그러나 이 논쟁은 그보다 앞선 시대에 있었던 고마루스(Gomarus)와 아르미니우스(Arminius) 간의 논쟁만큼 파괴적이지는 않았다. 코케이유스와 보에티우스 간의 갈등은 양측의 온건한 제자들 간의 상호 교류를 통해 점차 수면 아래로 가라앉게 되었다. 바르트(K. Barth), 바빙크(H. Bavinck), 헤셀링크(J. Hesselink)와 같은 학자들에 의해 코케이유스가 언약의 통일성을 훼손했다는 비판이 지속적으로 제기되어 왔으나, 다른 한편으로는 그가 강조한 언약의 이중성을 경륜적 차원에서 이해하는 한에서 이를 수용하는 신학자들도 존재한다.
언약 신학자들은 성경에 크게 세 가지의 언약이 등장한다고 본다 (두 가지라고 보는 학자들도 있는데, 이 경우 아래 '구원협약'과 '은혜의 언약'을 하나로 보는 시각이다):
- 구원 협약 (pactum salutis): 올레비아누스에 의해 제시되기도 했지만, 구체적인 모습은 코케이유스에 의해서 구조화 되었다. 삼위일체 중 성부와 성자가 언약의 주체로서 맺은 언약이며, 성령은 그 효과를 인간 내지 역사에 전달하는 역할을 가진다. 이것은 3가지의 기본 구조를 가진다. 성부의 명령(mandatum) - 성자의 보증(sponsio) - 성부의 약속(promissio)이다. 이 구조 안에서 성부와 성자는 서로에게 의무를 요구한다.
  - 성자의 의무: 억조창생의 죄값에 해당하는 심판을 맛보고, 하나님의 백성이 구원 받기 위해 충족시켜야 할 조건을 대신해서 이행함.
  - 성부의 의무: 성자의 공로를, 특히 그의 고난과 죽음 그리고 의로움을, 하나님의 백성들의 고난과 죽음 그리고 의로움으로 인정하여 그들을 구원하신다. 이를 위해 하나님의 백성을 성자와 연합시켜 성자를 그 연합체의 머리로 삼겠다는 계획 또한 포함되어 있다.

구원협약(pactum salutis)은 창세전 언약으로 초월적이며, 그 안에서 인간은 언약의 파트너가 아니라. 효력을 누리는 대상이다. 구원협약은 초월적이지만, 역사 안에 실행되는 언약(foedus 또는 testamentum)의 근거이다. 코케이유스는 구원협약이 행위언약(foedus operum)의 폐기와 은혜언약(foedus gratiae)의 완성이라는 역사적 과정으로 드러난다고 보았으며, 특별히 구원협약에 근거하여 그리스도는 십자가의 죽으심으로 testamentum을 확증하셨다고 본다. 즉 foedus 와 testamentum의 역사는 삼위일체 내의 언약의 pactum에 근거하여 발생한 역사 또는 해석으로 이해된다.
구원협약의 역사성에 대해서는 여전히 의심을 받고 있다. 기본적으로 성경에서는 삼위일체의 내적 언약인 pactum salutis에 대해 직접적으로 언급하지 않는다. 스가랴 6장13절의 "평화의 의논(consilium pacis)"라는 구절과 예수를 종, 아들로 묘사된 여러 다양한 성경구절들과 함께 구성된 개념이라 볼 수 있다. 칼뱅은 testamemtum 이라는 개념의 범위에서 언약을 다루지만, 창조전 언약(pactum salutis)을 언급하지 않는다. 올레비안에 의해서 언급되긴느 하지만, 17세기 이후 코케이유스와 그의 제자들에 의해서 pactum salutis 은 구조화 되었고, "영원한 결의"라는 신학적 주제를 강조하기 위한 틀로서 사용되었으며 흔들리지 않는 예정과 구원을 안정적으로 지지하기 위한 근거로 사용되었다. 헤르만 바빙크는 pactum을 뒷받침하기 위해 다양한 성경구절이 과도하게 사용되었다고 지적하면서도, 이 이론에 포함된 요소들은 성경적 근거를 가지고 있다고 생각한다. 하인리히 헤페는 독일 개혁신학의 구원론은 본질적으로 성부와 성자 사이의 영원한 "consilium (의논, 계획)" 내지 pactum salutis (구원협약), 그리고 pactum(협약)에 근거한 택함받은 자와 그리스도의 연합에 기초하고 있다고 말한다. 바르트는 pactum salutis 이론을 통해 강조될 수 있는 - 그리스도론에 근거한 "영원한 결의" - 신학적 주제를 자신의 선택론에 수용하지만, pactum salutis 자체는 신화라 규정하며 그것의 역사성을 의심한다. 존 페스코와 폴 윌리엄슨 또한 pactum 개념이 해석적으로 구성되었다는 점에 대해서 그 개념의 해석과 역사성을 모두 비판한다.
- 행위 언약 (foedus operum, Werkbund): 하나님과 아담 사이에 맺은 언약이다.
  - 아담의 의무: 인류의 총대(總代)로서 하나님의 명령을 순종한다.
  - 하나님의 의무: 아담이 하나님의 명령에 순종할 경우 영생(永生)을 그에게 허락한다. 여기서 말하는 영생이란 단순히 영원히 산다는 것이 아니라 아담이 창조될 당시 본래 갖고 있던 생명 보다 높은 질의 생명인데 그것이 구체적으로 무엇이냐 하는 것은 예수 그리스도의 부활이 보여 주고 있다.

아담은 이 언약을 파기했으며 이로써 인류에게는 죽음과 심판이 왔다.
- 은혜 언약 (foedus gratiae, Gnadenbund): 아담이 실패한 이후로 곧바로 모든 인류와 하나님이 맺은 언약이다.
  - 사람의 의무: 예수 그리스도가 구원에 필요한 모든 조건을 이행했음을 받아들인다.
  - 하나님의 의무: 예수 그리스도를 믿는 사람들을 예수 그리스도와 연합시켜 그리스도의 공로를 그들의 것으로 여기신다.

사실 위의 '구원 협약'이 체결될 때 이미 '누가 하나님의 백성이냐'하는 것은 정해졌다. 이것은 예정론과도 모순 없이 일관 된다. 은혜의 언약과 행위의 언약의 차이는 그 내용 뿐만 아니라 예정된 하나님의 백성과 하나님 사이에는 이 은혜의 언약이 파기될 가능성이 없다는 데에도 있다.
이상은 개혁주의 조직신학적 견해의 전형이다. 그러나 성경적 언약관은 재고찰되어야 한다.
1. 언약의 근원
언약은 성경에서만 특별히 쓰이는 말이 아니다. 일반 사회적으로 쓰이는 계약과 같은 말이다. 모든 인격적 관계에는 계약이 존재한다. 윗글에서 보듯이 하나님께서 일방적으로 제정 시행하신다는 면에서의 특성을 강조하기 위해 구별된 말을 쓸 뿐이다. 언약의 근원은 인간의 본질에서 비롯된다. 하나님의 형상대로 지음받은 인간과 하나님과의 인격적 관계로 인하여 존재하게 된다. 다른 피조물들과는 달리 인간은 지상 피조물의 대표로 지정의를 가지고 있기 때문이다. 하나님이 스스로 여호와 언약의 하나님인 것과 같이 인간은 자신과의 관계에서도 계약적이다. 늘 선택과 결과가 함께하기 때문이다. 그러므로 첫 사람 아담은 피조된 후 하나님과 언약 관계에 들어간다(호세아 6:7). 하나님을 믿고 섬기는 모든 신자나 성경의 구약 이스라엘 백성이나 신약시대 그리스도의 교회도 마찬가지로 언약 백성이다. 인간 존재가 본질적으로 계약적이라는 것이다.
2. 언약의  동질성
흔한 오해는 인간은 그 본질과 창조의 목적으로 인해 존재론적으로 언약적이라는 것을 간과한 데서 비롯된다. 그러나 언약은 아담으로부터 요한계시록의 천년왕국을 끝으로 천국에 이르기까지 모든 인격적 관계의 기저이다. 성경은 옛 언약과 새 언약이라는 두 언약을 말한다. 두 계약의 기본은 같다. 계약 당사자, 계약서 작성자가 같다. 그것은 하나님과  그 백성, 그리고 하나님 자신이다. 계약 성립과 시행은 계약 백성을 택하는 하나님의 일방적인 역사이다. 단지 그 관계의 중요성과 계약의 특성상 구약은 짐승의 피로 신약은 그 아들의 피로 그 언약 성립을 나타낸 것이다. 하나님은 모든 피조물의 존재의 근본이시다. 물론 그 백성의 생명의 근본이시기도 하다. 그러므로 창조주를 떠나는 것이 곧 사망이며, 언약은 생명의 피로 맺는 것이다. 신구약 공히 생명의 하나님께의 배약은 죽음만을 가져온다. 거룩하신 하나님과의 관계는 의가 없이는 불가하다. 그러므로 구약은 메시아, 신약은 그리스도 예수를 믿어 죄사함을 받아야 그 백성이 될 수 있다. "다른 이로서는 구원을 얻을 수 없나니 천하 인간에 구원 얻을 만한 다른 이름을 주신 적이 없느니라!"(사도행전 4:12)라고 외친 베드로의 설교는 진리이다. 구세주를 믿지 않고 하나님께 나아갈 수 있는 길은 없다. 그런 면에서 행위 언약 은혜 언약 운운하는 것은 깊지 못한 언사이다. 처음 아담은 의로운 사람으로 하나님을 믿고 섬기는 삶으로 생을 시작했기 때문이다. 그러므로 구약은 오실 메시아를, 신약은 오신 메시아를 의지하여 하나님께 나아갈 수 있을 뿐이다. 하나님 앞에 나아가면 거기에 언약이 있는 것이다. 아담과 옛 이스라엘은 첫 언약 즉 옛 언약 백성이다. 언약 차원이 같기 때문이다. 둘 다 육체적 차원의 계약 당사자이다. 아담과 아담 타락 후 메시아의 옛 백성과 신약 백성 모두 그 창조 및 구속의 목적이 동일하다(엡 2:10, 딛 2:14, 마 5:13-16). 그 언약의 말씀을 순종할 때 하나님께 영광이요 축복과 생명이 따르는 것이다. 에베소서 1:4~5절에서 보듯이 하나님의 선택은 거룩한 백성, 흠없는 백성을 얻는 것이 그 옛 창조와 새 창조의 동일한 목적이다. 그 결과는 오직 하나님의 영광이다.
3. 신구약의 차이
신구약의 차이는 흔히 알고 있는 예레미야 31:31-33에 대표적으로 나타난다. 그런데 이 유명한 성구처럼 오해되는 성구도 없다. 계약이란 항상 의무조건과 권리약속조건이 필요하다. 그런데 성경 계시의 특성상 시대 상황마다 필요한 부분이 강조되고 나머지 부분은 기정 사실로 있다는 것이다. 예레미야의 이 새 언약에 대한 예언도 마찬가지이다. 최소한 에스겔 36:26~28절 정도는 같이 읽어야 오해를 덜 수 있다. 계약서상의 의무 조항의 범주가 겉 사람 차원에서 속 사람 차원까지, 즉 마음에까지 심화, 확대된 것이다. 새 계약의 의무 조건인 계명들은 산상수훈과 신약성경에서 보듯이 구약과는 차원이 달라졌다. 하나님 백성의 의무조항이 육체적 차원에서 영적 차원까지 이르게 된 것이다. 하나님은 여전히 육체를 입고 있는 언약 백성을 위해 구약과는 달리 성령을 주셔서 그 계약 즉 그 법을 실행할 수 있도록 새 언약을 보증해 주시었고, 이것이 또 다른 신약의 특성이다. 새 언약은 성령의 도움을 받아야만 지킬 수 있기에 신약은 구약과 달리 그 백성에게 구하고 찾고 두드리라는 기도의 명령이 함께하는 것이다.
(겔 36:26-28) 또 새 영을 너희 속에 두고 새 마음을 너희에게 주되 너희 육신에서 굳은 마음을 제거하고 부드러운 마음을 줄 것이며 27 또 내 영을 너희 속에 두어 너희로 내 율례를 행하게 하리니 너희가 내 규례를 지켜 행할지라 28 내가 너희 조상들에게 준 땅에서 너희가 거주하면서 내 백성이 되고 나는 너희 하나님이 되리라
(마 7:7) 구하라 그리하면 너희에게 주실 것이요 찾으라 그리하면 찾아낼 것이요 문을 두드리라 그리하면 너희에게 열릴 것이니 8 구하는 이마다 받을 것이요 찾는 이는 찾아낼 것이요 두드리는 이에게는 열릴 것이니라
(눅 11:13) 너희가 악할지라도 좋은 것을 자식에게 줄 줄 알거든 하물며 너희 하늘 아버지께서 구하는 자에게 성령을 주시지 않겠느냐 하시니라

## 개혁주의 언약신학

### 개혁가의 언약에 대한 생각
존 칼빈은 언약을 정부의 문서에 쓰는 인(Seal)오로 비교하여 보았다. 울리히 츠빙글리는 언약을 "군사적 맹세'와 비교하여 보았다.  우르시누스와 베자는 정부의 문서처럼로 이해하였다.   뉴잉글랜드로 온 청교도들은 언약에 대하여 성례처럼 생각하였다.  또한 그들은 문서의 인보다는 문서 자체의 내용이 더 중요하다고 생각하였다.

### 청교도의 언약신학
청교도에게 있어 언약신학은 그들의 신학에 있어 핵심적이다. 이 신학에 대해서 집필한 자는 패트릭 길레스피(1617-1675)로 행위언약과 은혜언약의 유사점과 차이점에 대해서 심도있게 다루었다.
- 두 언약의 목적은 공히 하나님의 영광이다.
- 아담은 본성의 씨의 머리이고, 그리스도도 그의 영적인 씨의 머리이다. 이것을 언약론 또는 대표론(Federalism)이라고 한다.
- 두 언약 모두 완전한 의(perfect righteousness)를 요구한다.

청교도 특히 뉴잉글랜드의 언약신학의 어원을 찾는 작업은 페리 밀러의 17세기 뉴잉글랜드의 지성에서 비롯하였는 데, 비어마는 언약의 정치,사회적 적용에 대한 해석이 루터와 칼빈에게서 온 것이 아닌 쯔빙글리와 불링거의 스위스 개혁파에서 왔다고 주장하였다.
언약신학을 체계화하는 것은 복잡하지만 언약적인 사고가 괴로와하는 영혼에게 구원에 대한 확신을 갖도록 만드는 도구가 된다는 사회적 공감대가 있었다.

## 신학적 논쟁
세대주의신학은 구약과 신약의 언약이 불연속적인 관계로 두 언약의 차이를 강조한다.  또한 새언약 신학은 옛언약과 새언약의 구별을 통하여 새언약이 옛언약을 대체함으로 옛언약(십계명)이 사라졌다고 주장한다.
하지만, 정통적 언약신학은 구약과 신약과의  연속성과 일치를 강조하고, 특히 행위언약의 도덕법적인 기능은 영원히 존재한다고 주장한다.  웨스트민스터 신앙고백 7장 2절과 3절에서의 행위언약은 신자가 성화를 하는 데에 필요한 도구로 사용됨을 말하고 있다.

## 평가[21]

### 페리 밀러의청교도의언약신학평가
밀러는 청교도에 대한 역사적 연구 중에서 세속적인 관점에서 논의를 펼쳤는 데, 그는 칼빈주의에서 청교도로 가는 과정에서 언약신학이 중심으로 나왔다고 주장하였다.  이것은 신학적인 용도나 도구로써 사용되어, 청교도들의 국가관과 구원관에 핵심으로 작용하였다고 주장하였다.  이런 입장에 대하여 조지 마즈든은 밀러의 증거가 성경으로 뒷받침을 하기 보다는 그의 독창적인 관점이라고 비평하였다.

### 바르트의 언약신학평가
카를 바르트는 요하네스 코케이유스에 의해서 발전된 언약사상에 대해서 평가 하였다. 그에 따르면, 요하네스 코케이유스에 의해 발전된 언약의 이중구조(행위언약 & 은혜언약)는 츠빙글리와 불링거에 의해서 강조되었던 언약의 유일성과 영원성을 훼손한다고 보았다. 그는 코케이유스의 언약구조(행위언약의 단계적 폐기를 통해서 은혜언약이 완성됨)를 칼뱅의 언약 개념으로부터 구별하였다. 네덜란드 신학자 헤르만 바빙크 또한 언약의 이중 구조를 사용하기는 하지만 의미상 코케이유스와는 다르며, 오히려 코케이유스적 언약사상 발전을 불운한 것으로 평하고 있으며, 존 헤셀링크는 행위언약의 폐기에 의해서 주도 되는 은혜언약의 완성은, 신학적으로 사회에게 우리-그들의 이분법적 사고방식을 부여할 뿐이라고 평했다.

## 같이 보기
- 웨스트민스터 신앙고백
- 스위스 일치신조
- 존 머레이
- 로버트 L. 레이몬드
- 게르하르두스 보스
- 헤르만 위트시우스